# Мозер, Хуго
Хуго Мозер (нем. Hugo Moser; 19 июня 1909, Эсслинген-на-Неккаре — 22 марта 1989, Бонн) — немецкий филолог и германист. Создатель нескольких германистских организаций, почётный доктор ряда европейских университетов.

## Биография
Хуго родился в Эсслингене в семье почтового служащего в 1909 году. Отец — Леонард Эммерт — умер ещё до рождения будущего филолога. Мать — Луиза Мозер — работала кухаркой. Хуго посещал гимназию в Эсслингене, изучал философию, германистику, романистику и англистику в Тюбингене. После заграничной поездки в Англию получил кандидата наук. В 1932 в Сорбонне Хуго была присвоена степень доктора философских наук. Впоследствии он работал в Штутгарте учителем в гимназии и Высшей школе торговли.
Во время второй мировой войны Мозер был призван на службу и даже попал в плен. Хабилитировался лишь в 1947 году в Тюбингене при поддержке Германа Шнайдера. В том же году начал преподавать в университете Штутгарта, в 1954 получил звание профессора в Нимвегенском университете. С 1956 работает в университете Саарбрюкена, с 1959 — в Бонне. В Боннском университете в 1963-1964 занимал пост ректора.

### Вклад в развитие немецкой германистики
С 1962 по 1964 был руководителем Немецкого союза германистов. В 1986 Мозер и его жена Хильдегард основали Фонд Хуго Мозера, который поддерживает молодых германистов. Из фонда каждые два годы выделяются премии исследования в области германистики. Мозер долгое время руководил Институтом немецкого языка в Маннгейме, который был основан при его участии. Был соиздателем многочисленных журналов по германистике, среди которых следует отметить журналы «Germanistik», «Wirkendes Wort» Лео Вайсгербера и «Zeitschrift für deutsche Philologie». Также был редактором журнала «Des Minnesangs Frühling» Гельмута Тервоорена.
За свою деятельность в 1964 году Мозер удостоился Премии Конрада Дудена, в 1975 был награждён Орденом «За заслуги перед Федеративной республикой Германия», в 1986 — Орденом земли Баден-Вюртемберг. Являлся почётным доктором университетов Иннсбрука, Лунда и Ювяскюля и членом-корреспондентом академий наук в Лунде и Генте.

### Труды
В центре внимания Хуго Мозера находились практически все вопросы германистики, однако наиболее важными в деятельности учёного были вопросы социолингвистики и истории литературы (преимущественно средневековой). Среди его работ следует особо выделить:
- Schwäbische Mundart und Sitte in Sathmar, Reinhardt, München 1937
- Volkslieder der Sathmarer Schwaben mit ihren Weisen, Bärenreiter-Verlag, Kassel 1943
- Deutsche Sprachgeschichte: Mit einer Einführung in die Fragen der Sprachbetrachtung, Niemeyer, Tübingen 1950, 6. überarbeitete Auflage 1969
- Uhlands Schwäbische Sagenkunde und die germanistischvolkskundliche Forschung der Romantik, Mohr, Tübingen 1950
- Vollschwäbisch, Stadtschwäbisch und Niederalemannisch im seither würrtembergischen Oberschwaben, Moritz Schauenburg Verlag, 1954
- Mittlere Sprachschichten als Quellen der deutschen Hochsprache: Eine historisch-soziologische Betrachtung, Dekker & van de Vegt, Nijmegen, Utrecht 1955
- Sprachliche Folgen der politischen Teilung Deutschlands, Schwann, Düsseldorf 1962
- Zum Formenausgleich in der heutigen deutschen Hochsprache, Mouton & Co., 1964
- Karl Simrock: Universitätslehrer und Poet, Germanist und Erneuerer von "Volkspoesie" und älterer "Nationalliteratur" ; ein Stück Literatur-, Bildungs- und Wissenschaftsgeschichte des 19. Jahrhunderts, E. Schmidt, Berlin 1976
- Studien zu Raum- und Sozialformen der deutschen Sprache in Geschichte und Gegenwart, E. Schmidt, Berlin 1979